# THE ARTIST BOX
『THE ARTIST BOX』（ジ・アーティストボックス）はTBSラジオで2017年4月2日（4月1日深夜）から2018年12月30日（12月29日深夜）まで放送されていたラジオ音楽トーク番組。
この番組は若いリスナーが「夢中になれる」アーティストを探し、往年のリスナーは「アーティスト番組の進化形」を体感していただく音楽番組である。

## 放送時間
- 毎週日曜日（土曜日深夜） 3:00 - 4:00

## 出演者
- 初代ナビゲーター:杉山真也（TBSアナウンサー／2017年4月2日（4月1日深夜） - 2018年4月1日（3月31日深夜））
- 2代目ナビゲーター:山本匠晃（TBSアナウンサー／2018年4月8日（4月7日深夜） - 最終回まで）
- レギュラーアーティスト[2]:
  - BOYS AND MEN
  - XOX（キスハグキス）
  - lol（エルオーエル）

lol以外の2組は2017年3月まで放送されていたナイターオフ番組『TOKYO JUKEBOX』内箱番組「女子活ARTIST BOX」よりスライド。

## 内箱番組
- TOKYO BOYMEN CITY（BOYS AND MEN）

- XOX &radio（XOX）

- lol laugh out radio（lol）

## ネット局
| 放送対象地域 | 放送局            | 系列    | 放送時間                      |
| ------------ | ----------------- | ------- | ----------------------------- |
| 関東広域圏   | TBSラジオ 制作局  | JRN     | 日曜 3:00 - 4:00 （土曜深夜） |
| 青森県       | 青森放送（RAB）   | JRN/NRN | 日曜 3:00 - 4:00 （土曜深夜） |
| 秋田県       | 秋田放送（ABS）   | JRN/NRN | 日曜 3:00 - 4:00 （土曜深夜） |
| 福島県       | ラジオ福島（rfc） | JRN/NRN | 日曜 3:00 - 4:00 （土曜深夜） |
| 静岡県       | 静岡放送（SBS）   | JRN/NRN | 日曜 3:00 - 4:00 （土曜深夜） |
| 石川県       | 北陸放送（MRO）   | JRN/NRN | 日曜 3:00 - 4:00 （土曜深夜） |
| 岡山県       | 山陽放送（RSK）   | JRN/NRN | 日曜 3:00 - 4:00 （土曜深夜） |
| 沖縄県       | 琉球放送（RBC）   | JRN     | 日曜 3:00 - 4:00 （土曜深夜） |

### 過去のネット局
- 中国放送（放送開始 - 2018年4月1日（3月31日深夜）で打ち切り）
- 熊本放送（放送開始 - 2018年9月30日（9月29日深夜）で打ち切り）